# Castellnovo
Castellnovo – gmina w Hiszpanii, w prowincji Castellón, we wspólnocie autonomicznej Walencja, o powierzchni 19,2 km². W 2011 roku liczyła 1050 mieszkańców.